# امامزاده بدیع‌الزمان
امامزاده بدیع الزمان انگشته مربوط به دوره قاجار است و در شهرستان نهاوند، بخش مرکزی، دهستان گاماسیاب، روستای انگشته بدیع الزمان، ۲ کیلومتری شمال غربی روستا انگشته واقع شده و این اثر در تاریخ ۱۸ اسفند ۱۳۸۷ با شمارهٔ ثبت ۲۵۱۱۰ به‌عنوان یکی از آثار ملی ایران به ثبت رسیده است.